# 岸和田市立大芝小学校
岸和田市立大芝小学校（きしわだしりつ おおしばしょうがっこう）は、大阪府岸和田市磯上町2丁目にある公立小学校。

## 沿革
- 1930年（昭和5年）9月1日 - 春木尋常小学校分教場として設置。同日を創立記念日とする。
- 1934年（昭和9年）4月1日 - 本校から独立し、春木北尋常小学校と改称。
- 1941年（昭和16年）4月1日 - 岸和田市立大芝国民学校と改称。
- 1947年（昭和22年）4月1日 - 岸和田市立大芝小学校と改称。

## 通学区域
- 松風町、戎町、八幡町、磯上町1～6丁目、木材町[1]

※卒業後は基本的に岸和田市立春木中学校に進学する。